# 德都高速公路
德阳－都江堰高速公路，简称德都高速，中国国家高速公路网编号为G0511，是 京昆高速的联络线之一，同时也是成都都市圈环线高速公路的一部分，於2017年5月16日開工，全長109 km，總投資额約163億元人民幣，于2021年12月10日建成通车。
线路始於德陽市黃許鎮南，接 京昆高速和成都都市圈环线高速公路德陽至簡陽段，經什邡、綿竹（另有支線連接，起於主線孝感樞紐，止於綿竹市東，設計為雙向四車道，設計速度 80 km/h，全長18 km）、彭州，至都江堰市，並與蓉昌高速公路都汶段共線至玉堂鎮，接续环线高速的蒲江至都江堰段，其中起點至都江堰互通段為雙向六車道，設計時速 120 km/h，並行的都汶高速公路都江堰互通至玉堂鎮段將被擴寬為雙向八車道，設計時速100 km/h。